# Susovan Sonu Roy
Susovan Sonu Roy (en hindi : सुशोभन सोनू रॉय ; en bengali : সুশোভন সোনু রায়); , né le 19 juillet 1994 à Haora au Bengale occidental, est un acteur indien.
Il grandit à Guwahati et à Calcutta et étudie à Calcutta au Dum Dum Motijheel Rabindra Mahavidyalaya, qui fait partie de l'université d'État du Bengale occidental . Après avoir obtenu son diplôme en 2017, il commence à se produire en tant que danseur.
En tant qu'acteur, il apparaît dans une série télévisée sur le Bengale occidental à partir de 2019. Il fait sa première apparition dans la série Anandamoyee Maa du réalisateur Debidas Bhattacharya, qui raconte une histoire de la mythologie bengali. Là, il joue un dévot de Vishnu. La série est diffusée sur la chaîne de télévision Aakash Ath. Cela est suivi par Jamuna Dhaki, une série dramatique romantique diffusée de 2020 à 2022, d'abord sur Zee Bangla, puis sur ZEE5, dans laquelle il incarne un voisin. Puis s'ensuit des apparitions dans la série Mohor, une série sur un étudiant diffusée sur Star Jalsha depuis 2019 et sur Disney+ Hotstar. Dans le feuilleton Kora Pakhi, diffusé sur Star Jalsha depuis 2020 et sur Disney+ Hotstar, il incarne un journaliste dans onze épisodes.

## Filmographie (sélection)
- 2019 : Anandamoyee Maa
- 2020 : Jamuna Dhaki
- 2020 : Titli
- 2020 : Mohor
- 2020 : Kora Pakhi
- 2021 : Khelagor